# 国際連合安全保障理事会決議1547
国際連合安全保障理事会決議1547（こくさいれんごうあんぜんほしょうりじかいけつぎ1547、英: United Nations Security Council Resolution 1547）は、2004年6月11日に国際連合安全保障理事会で採択されたスーダン・ダルフール情勢に関する決議。略称はUNSCR1547。

## 概要
国連安保理決議1547は、ダルフール情勢の解決を求める一連の決議のひとつで、2003年9月25日のナイバシャ合意（Naivasha Agreement on Security Arrangements）履行のため、コフィー・アナン国連事務総長が提案した先行チーム（advance team）の設置を安保理が歓迎（welcome）したもの。決議は全会一致で採択された。

## 主な内容
- 安全保障体制に関する2003年9月25日のナイバシャ合意に基づく監視体制確立のための先行チームの設立提案を歓迎
- 事務総長による先行チームの要員に関する提案を承認
- 包括和平合意の履行支援のため支援活動を検討する準備があることを宣言
- 必要な準備段階を経るために事務総長に包括和平合意への署名を延期することを要請
- 国連による支援活動を地域のコミュニティや諸勢力に知らせるために、ラジオ・テレビ・新聞など効果的な公共情報メディアの必要性を強調